# Сташ, Мамыр Басам
Мамы́р Баса́м Сташ (род. 4 мая 1993, Майкоп) — российский шоссейный велогонщик, начиная с 2012 года выступает в гонках континентального тура. В составе таких команд как «Итера-Катюша», «Вертолёты» и «Русвело» неоднократно становился победителем и призёром всероссийских и международных соревнований. Представляет Республику Адыгею, мастер спорта.

## Биография
Мамыр Сташ родился 4 мая 1993 года в Майкопе, Республика Адыгея. Активно заниматься велоспортом начал в раннем детстве, проходил подготовку в местной специализированной детско-юношеской спортивной школе олимпийского резерва, в разное время тренировался под руководством таких специалистов как С. А. Алибердов и Лелюк А.Ф.
Первого серьёзного успеха добился в 2012 году, когда завоевал бронзовую медаль на чемпионате России в программе гонки-критериума. Помимо этого дважды стал бронзовым призёром многодневной гонки «Дружба народов Северного Кавказа», принял участие в гонке «Балтийский путь», где лучшие результаты показал на втором и третьем этапах (седьмое место), а в генеральной классификации расположился на девятой строке.
В 2013 году Сташ присоединился к российской команде континентального тура «Вертолёты», в её составе одержал победу на пятом этапе «Гран-при Адыгеи», выиграл третий и одиннадцатый этапы «Дружбы народов Северного Кавказа», стал серебряным призёром девятого и тринадцатого этапов. Успешно выступил в многодневной гонке «Джиро делле Валли» в Италии, где, в частности финишировал вторым на первом стартовом этапе.
Сезон 2014 года провёл в континентальной команде «Итера-Катюша», в этот период он выиграл первый и третий этапы «Тура Кавказа», занял второе место на четвёртом этапе многодневной гонки «Пять колец Москвы», на четвёртом этапе «Тура Нормандии» и на третьем этапе «Балтийский путь» в Эстонии, одержал победу в «Центрально-европейском туре Серенч — Ибрань» в Венгрии, полностью проехал «Тур Бретани». На сезон 2015 года подписал контракт с профессиональным клубом «Русвело».
Имеет высшее образование, в 2014 году окончил Адыгейский государственный университет, где обучался на историческом факультете.

## Выступления
2012
3-й - Чемпионат России в критериуме
2013
1-й на этапе 5 - Гран-при Адыгеи
1-й на этапах 3 и 11 - Дружба народов Северного Кавказа
2014
1-й - Central-European Tour Szerencs-Ibrány
1-й на этапах 1 и 3 - Tour du Caucase
2015
2-й  - Чемпионат Европы среди молодёжи (U-23)
2016
2-й - Трофей Умага
2017
1-й на этапе 4 - Флеш дю Сюд
2018
1-й на этапе 3 - Course de Solidarność et des champions olympiques